# Jorg Schreuders
Jorg Schreuders (Singapore, 9 settembre 2004) è un calciatore olandese, centrocampista del Groningen.

## Carriera
Schreuders ha giocato nelle giovanili del Be Quick 1887 ed è approdato nelle giovanili del Groningen nel 2015. Qui ha firmato il suo primo contratto da professionista nel febbraio 2022, valido fino alla metà del 2024, con opzione per un anno in più. Alla fine dell'anno solare, è stato incluso nella selezione della prima squadra per un ritiro in Spagna. Ha fatto il suo debutto fra i professionisti il 15 aprile 2023, quando ha giocato in Eredivisie contro l'RKC Waalwijk.

## Statistiche

### Presenze e reti nei club
Statistiche aggiornate al 21 maggio 2023.
| Stagione        | Squadra         | Campionato      | Campionato | Campionato | Coppe nazionali | Coppe nazionali | Coppe nazionali | Coppe continentali | Coppe continentali | Coppe continentali | Altre coppe | Altre coppe | Altre coppe | Totale | Totale |
| Stagione        | Squadra         | Comp            | Pres       | Reti       | Comp            | Pres            | Reti            | Comp               | Pres               | Reti               | Comp        | Pres        | Reti        | Pres   | Reti   |
| --------------- | --------------- | --------------- | ---------- | ---------- | --------------- | --------------- | --------------- | ------------------ | ------------------ | ------------------ | ----------- | ----------- | ----------- | ------ | ------ |
| 2022-2023       | Groningen       | ED              | 4          | 0          | CO              | 0               | 0               | -                  | -                  | -                  | -           | -           | -           | 4      | 0      |
| Totale carriera | Totale carriera | Totale carriera | 4          | 0          |                 | 0               | 0               |                    | -                  | -                  |             | -           | -           | 4      | 0      |